# 米穀等の取引等に係る情報の記録及び産地情報の伝達に関する法律
米穀等の取引等に係る情報の記録及び産地情報の伝達に関する法律（べいこくとうのとりひきとうにかかるじょうほうのきろくおよびさんちじょうほうのでんたつにかんするほうりつ）は、2009年（平成21年）4月24日に公布され2010年（平成22年）10月1日に施行された。

## 概説
2008年（平成20年）9月に発覚した事故米不正転売事件の発生を踏まえて立法された。
この法律は、(1)米穀事業者は、米穀等の譲受け、他の米穀事業者への譲渡し等をしたときは取引情報を記録すること、(2)米穀事業者は、指定米穀等を一般消費者へ販売・提供をするときは、その産地の情報を伝達することを規定している。これらに違反した場合には罰則が科せられる。
この法律の施行により、食品事故が起こった場合には、問題となった製品の迅速な回収、流通ルートの早期特定、事故原因の究明が促進され、また、米穀等の産地情報を一般の消費者が入手できるようになるとされる。